# Jacobiturmstraße 32 (Stralsund)

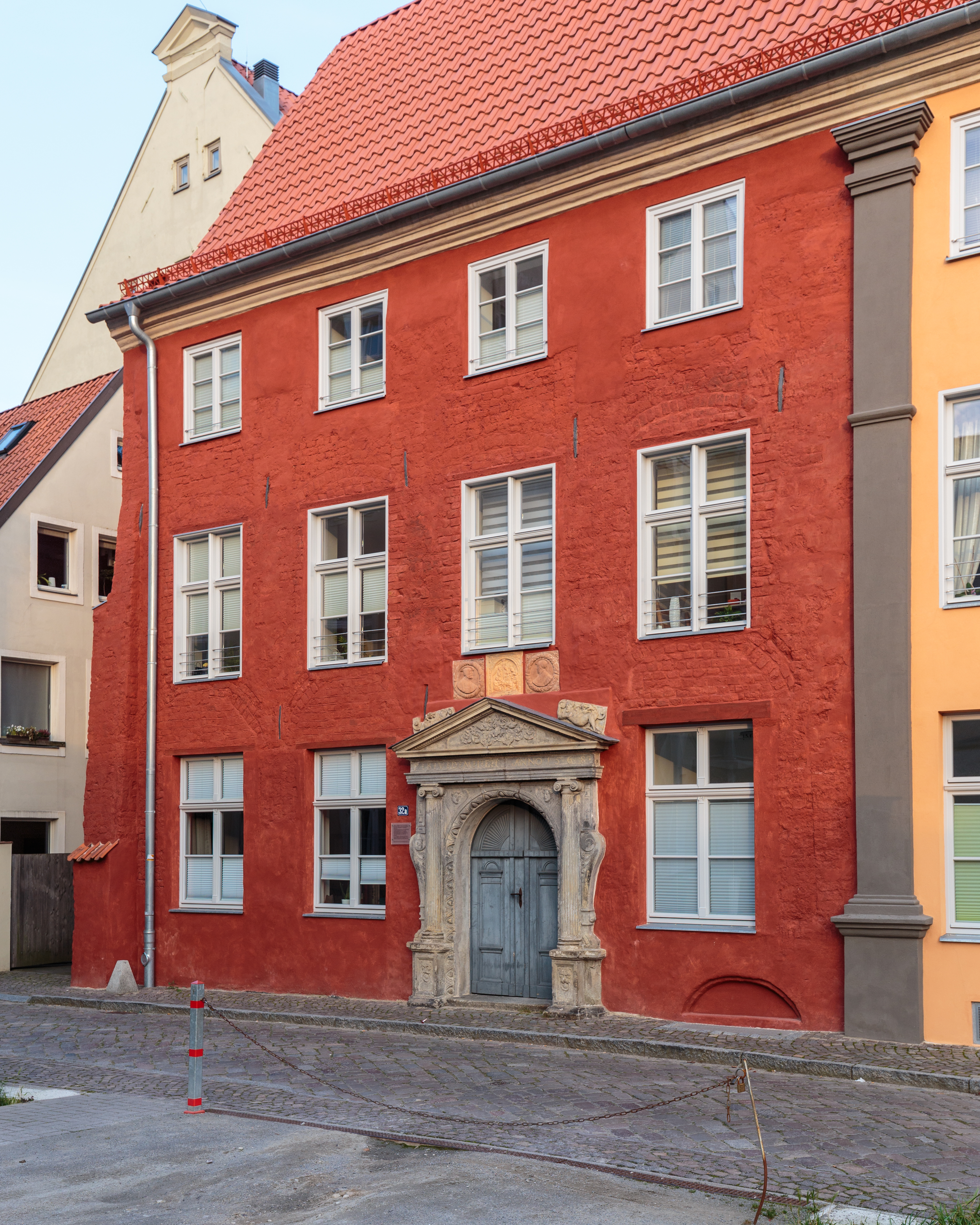
Jacobiturmstr. 32 (2015)

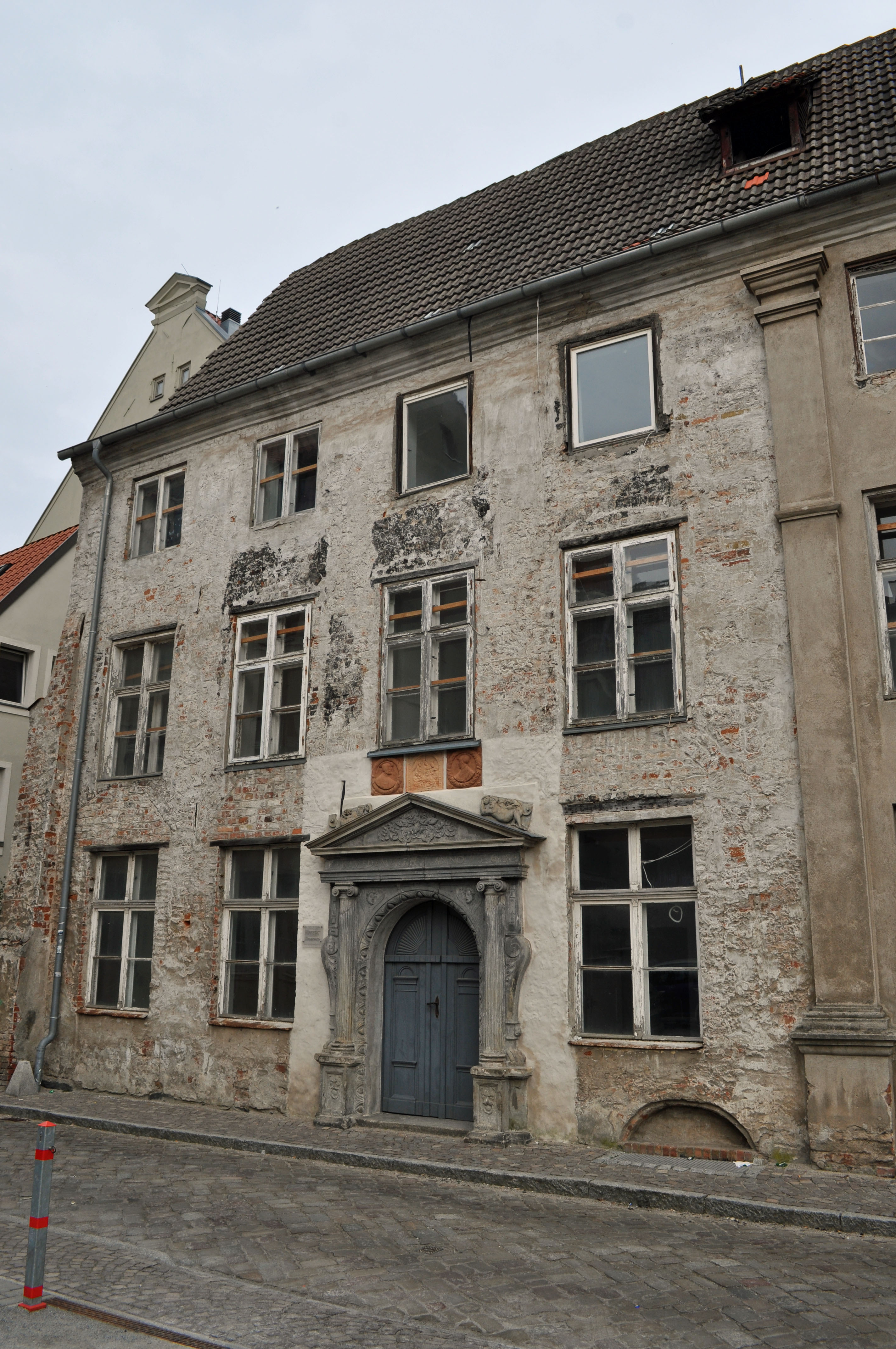
Das Haus Jacobiturmstraße 32 in Stralsund, linker (nördlicher) Gebäudeteil mit Portal (2012)

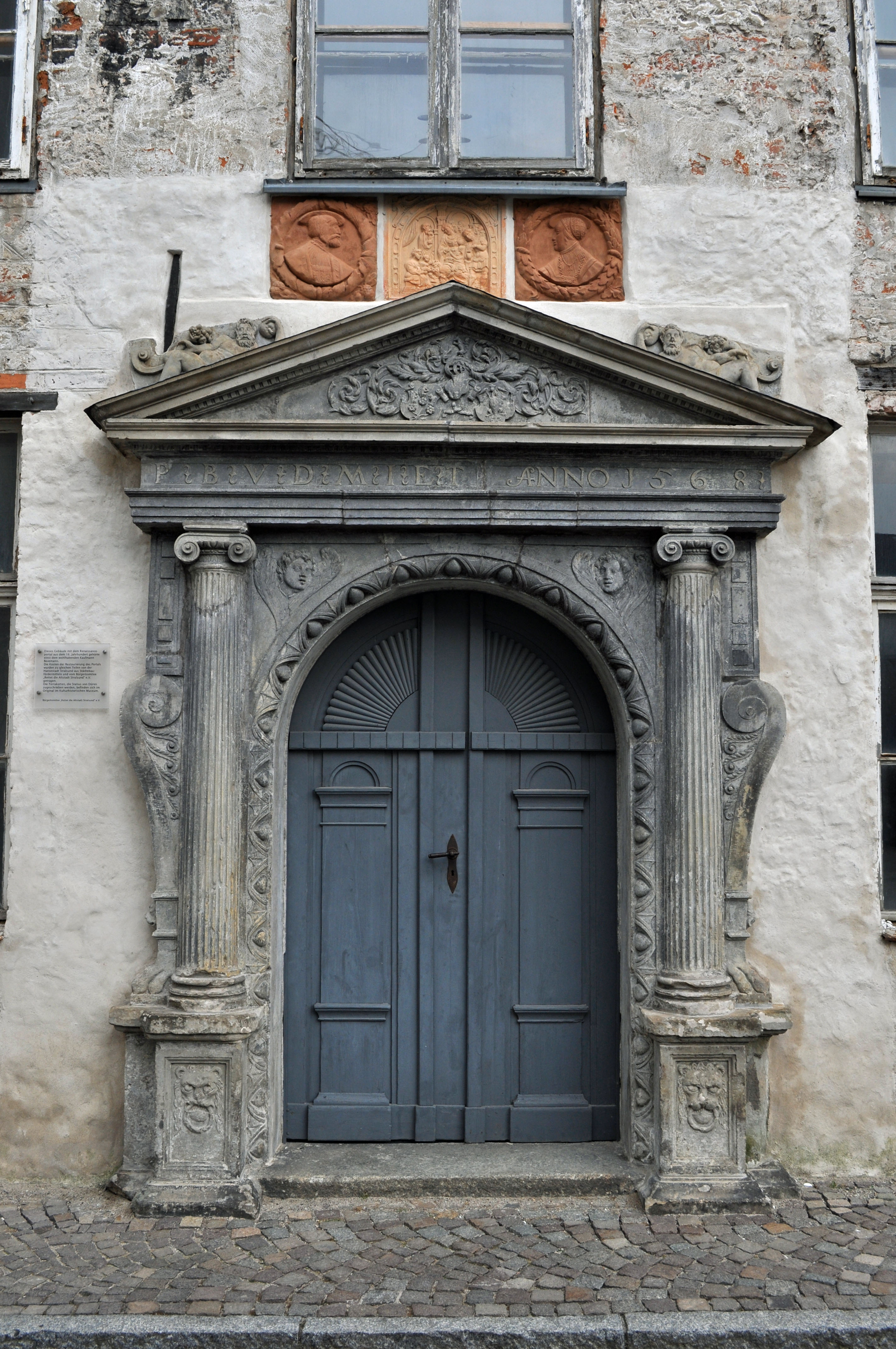
Das Portal aus Jacobiturmstraße 32 in Stralsund (2012)

Das Gebäude mit der postalischen Adresse Jacobiturmstraße 32 ist ein denkmalgeschütztes Bauwerk in der Jacobiturmstraße in Stralsund, an der Ecke zur Badenstraße.
Das dreigeschossige und zwölfachsige, traufständige Gebäude ist mittelalterlichen Ursprungs. Die Fassade des langgestreckten Gebäudes lässt drei Bauphasen erkennen.
Das Haus ließ der Kaufmann und Ratsherr Peter Bavemann im Jahr 1159 für etwa 800 Gulden auf dem von ihm bereits im Jahr 1552 erworbenen Grundstück an der damaligen Pantinenmacherstraße errichten. Er nutzte den nördlichen Teil als Wohnhaus mit Festsaal und Kamin, den mittleren Teil als Wagenhaus. Nach dem Tod Peter Bavemanns im Jahr 1580 gehörte das Haus dessen Schwiegersohn Cord Bestenböstel.
Bei einem Umbau des zunächst sicher nur zweigeschossigen Gebäudes im Jahr 1568 wurde in der jeweils dritten Achse von außen ein Portal eingefügt. Das nördliche Portal ist vollständig erhalten geblieben. Es ist kunstvoll gerahmt mit kannelierten, ionischen Säulen auf hohen Postamenten. Gekrönt wird es von einem flachen Dreiecksgiebel mit gerahmtem Doppelwappen und männlichen, auf den Schrägen liegenden Allegorien. Auch drei aus der Werkstatt des Statius von Düren stammenden Terrakottaplatten gehören zum reichen Schmuck des Portals. Die mittlere Reliefplatte zeigt die Anbetung der Heiligen Drei Könige, die äußeren Platte zeigen Bildnisse.
Der mittlere, vierachsige Teil des Gebäudes stürzte im 17. Jahrhundert ein und wurde neu aufgebaut; dabei erhielt er eine Gliederung aus Kolossalpilastern. Im Jahr 1725 erwarb der Kaufmann Johann Victor Ehlers das Haus, ihm gehörte auch das Haus Badenstraße 13, das sich mit dem Haus in der Jacobiturmstraße den Hof teilt. Im Jahr 1880 erwarb die Stadt Stralsund die Gebäude Jacobiturmstraße 32 und Badenstraße 13, ersteres wurde an die Nordbahn vermietet. Ab 1894 wurde das Haus umgebaut, es entstanden Mietwohnungen und Büros. Bei einer Restaurierung im Jahr 1976 wurde der Putz entfernt.
Das Haus wurde im Jahr 2014 saniert, dabei wurden die drei Gebäudeteile farblich gegeneinander abgesetzt.
Das Haus liegt im Kerngebiet des von der UNESCO als Weltkulturerbe anerkannten Stadtgebietes des Kulturgutes „Historische Altstädte Stralsund und Wismar“. In die Liste der Baudenkmale in Stralsund ist es mit der Nummer 356 eingetragen.